# Lijn 6 (metro van New York)
De 6 Lexington Avenue Local of ook wel lijn 6 is een metrolijn die onderdeel is van de metro van New York. Op plattegronden, stationsborden en richtingfilms staat de lijn aangegeven in de kleur groen  omdat de lijn een dienst is op de Lexington Avenue Line door Manhattan.
De treinen rijden tussen Pelham Bay Park in the Bronx en Brooklyn Bridge-City Hall in Manhattan gedurende de hele dag en rijden als stoptrein 's middags en tijdens de spits in de drukste richting
 treinen worden opgedeeld van/naar Parkchester tijdens de spits.  treinen vervangen de  stopdienst tijdens de spits naar Pelham Bay Park. De  express dient als sneltrein door the Bronx tussen Parkchester and Third Avenue-138th Street, terwijl de stopdienst  alle stations aan de Pelham Line aandoen.

## Stations
| Verklaring dienstregeling                               | Verklaring dienstregeling                         |
| ------------------------------------------------------- | ------------------------------------------------- |
| Stops all times                                         | Stopt gehele dag                                  |
| Stops all times except late nights                      | Stopt behalve 's avonds laat en 's nachts         |
| Stops late nights only                                  | Stopt alleen 's avonds laat en 's nachts          |
| Stops weekdays only                                     | Stopt alleen op weekdagen                         |
| Stops all times except rush hours in the peak direction | Stopt altijd behalve spitsuur in de spitsrichting |
| Stops rush hours only                                   | Stopt alleen spitsuur                             |
| Stops rush hours in peak direction only                 | Stopt alleen spitsuur in de spitsrichting         |

| 6 service                                               | 6 diamond service                       | Stations                               | Handicapped/disabled access | Overstappunt                                                                          |       |
| Bronx                                                   | Bronx                                   | Bronx                                  | Bronx                       | Bronx                                                                                 | Bronx |
| ------------------------------------------------------- | --------------------------------------- | -------------------------------------- | --------------------------- | ------------------------------------------------------------------------------------- | ----- |
| Stops all times except rush hours in the peak direction | Stops rush hours in peak direction only | Pelham Bay Park                        | Handicapped/disabled access |                                                                                       |       |
| Stops all times except rush hours in the peak direction | Stops rush hours in peak direction only | Buhre Avenue                           |                             |                                                                                       |       |
| Stops all times except rush hours in the peak direction | Stops rush hours in peak direction only | Middletown Road                        |                             |                                                                                       |       |
| Stops all times except rush hours in the peak direction | Stops rush hours in peak direction only | Westchester Square-East Tremont Avenue |                             |                                                                                       |       |
| Stops all times except rush hours in the peak direction | Stops rush hours in peak direction only | Zerega Avenue                          |                             |                                                                                       |       |
| Stops all times except rush hours in the peak direction | Stops rush hours in peak direction only | Castle Hill Avenue                     |                             |                                                                                       |       |
| Stops all times                                         | Stops rush hours in peak direction only | Parkchester                            |                             |                                                                                       |       |
| Stops all times                                         |                                         | St. Lawrence Avenue                    |                             |                                                                                       |       |
| Stops all times                                         |                                         | Morrison-Sound View Avenues            |                             |                                                                                       |       |
| Stops all times                                         |                                         | Elder Avenue                           |                             |                                                                                       |       |
| Stops all times                                         |                                         | Whitlock Avenue                        |                             |                                                                                       |       |
| Stops all times                                         | Stops rush hours in peak direction only | Hunts Point Avenue                     |                             |                                                                                       |       |
| Stops all times                                         |                                         | Longwood Avenue                        |                             |                                                                                       |       |
| Stops all times                                         |                                         | East 149th Street                      |                             |                                                                                       |       |
| Stops all times                                         |                                         | East 143rd Street-St. Mary's Street    |                             |                                                                                       |       |
| Stops all times                                         |                                         | Cypress Avenue                         |                             |                                                                                       |       |
| Stops all times                                         |                                         | Brook Avenue                           |                             |                                                                                       |       |
| Stops all times                                         | Stops rush hours in peak direction only | Third Avenue-138th Street              |                             |                                                                                       |       |
| Manhattan                                               |                                         |                                        |                             |                                                                                       |       |
| Stops all times                                         | Stops rush hours in peak direction only | 125th Street                           | Handicapped/disabled access |                                                                                       |       |
| Stops all times                                         | Stops rush hours in peak direction only | 116th Street                           |                             |                                                                                       |       |
| Stops all times                                         | Stops rush hours in peak direction only | 110th Street                           |                             |                                                                                       |       |
| Stops all times                                         | Stops rush hours in peak direction only | 103rd Street                           |                             |                                                                                       |       |
| Stops all times                                         | Stops rush hours in peak direction only | 96th Street                            |                             |                                                                                       |       |
| Stops all times                                         | Stops rush hours in peak direction only | 86th Street                            |                             |                                                                                       |       |
| Stops all times                                         | Stops rush hours in peak direction only | 77th Street                            |                             |                                                                                       |       |
| Stops all times                                         | Stops rush hours in peak direction only | 68th Street-Hunter College             |                             |                                                                                       |       |
| Stops all times                                         | Stops rush hours in peak direction only | 59th Street                            |                             | (Broadway Line in Lexington Avenue/59th Street) (63rd Street Line in Lexington Avenue |       |
| Stops all times                                         | Stops rush hours in peak direction only | 51st Street                            | Handicapped/disabled access | (Queens Boulevard Line in Lexington Avenue-53rd Street)                               |       |
| Stops all times                                         | Stops rush hours in peak direction only | 42nd Street-Grand Central              | Handicapped/disabled access | (Flushing Line) (42nd Street Shuttle)                                                 |       |
| Stops all times                                         | Stops rush hours in peak direction only | 33rd Street                            |                             |                                                                                       |       |
| Stops all times                                         | Stops rush hours in peak direction only | 28th Street                            |                             |                                                                                       |       |
| Stops all times                                         | Stops rush hours in peak direction only | 23rd Street                            |                             |                                                                                       |       |
| Stops all times                                         | Stops rush hours in peak direction only | 14th Street-Union Square               |                             | (Canarsie Line) (Broadway Line)                                                       |       |
| Stops all times                                         | Stops rush hours in peak direction only | Astor Place                            |                             |                                                                                       |       |
| Stops all times                                         | Stops rush hours in peak direction only | Bleecker Street                        |                             | (Sixth Avenue Line in Broadway-Lafayette Street; overstap alleen van )                |       |
| Stops all times                                         | Stops rush hours in peak direction only | Spring Street                          |                             |                                                                                       |       |
| Stops all times                                         | Stops rush hours in peak direction only | Canal Street                           | Handicapped/disabled access | (Broadway Line) (Nassau Street Line)                                                  |       |
| Stops all times                                         | Stops rush hours in peak direction only | Brooklyn Bridge-City Hall              | Handicapped/disabled access | (Nassau Street Line in Chambers Street)                                               |       |

- Spitsuur, 's middags en avonden, Bronx express trains beginnen/eindigen in Pelham Bay Park; Bronx local treinen beginnen/eindigen in Parkchester.

## Trivia

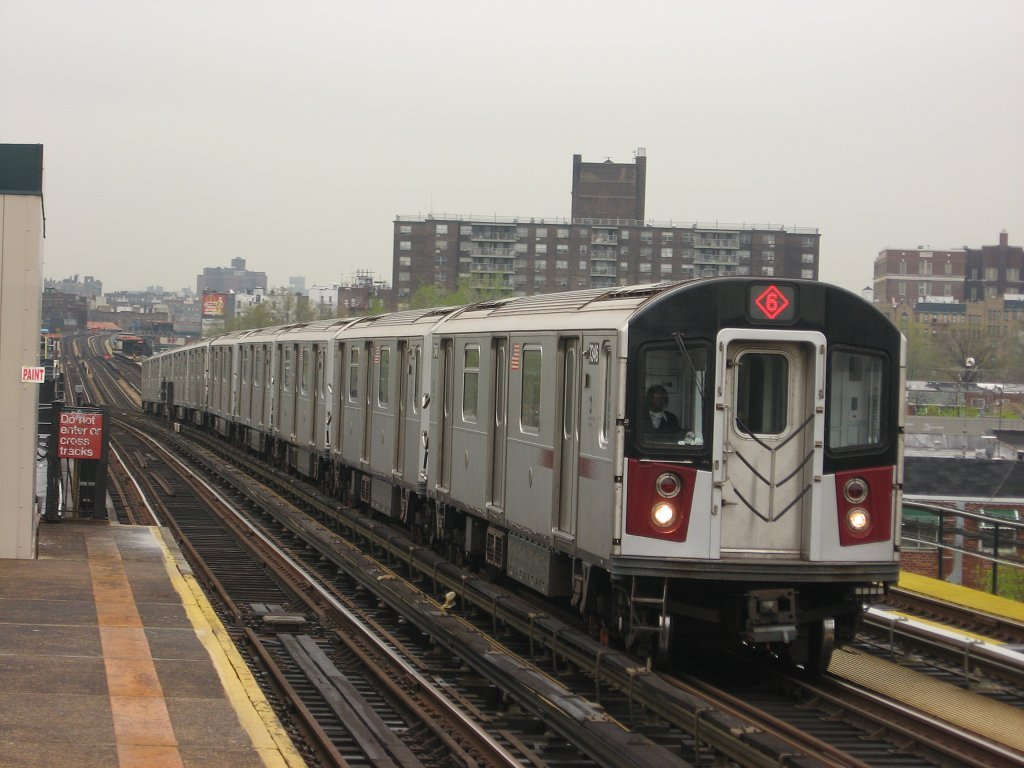
Een 6 express trein rijdt door St. Lawrence Ave. richting Pelham Bay Park.

- In de film The Taking of Pelham One Two Three uit 1974 wordt een  trein gekaapt en worden de gijzelaars in de trein vastgehouden, de film kreeg een remake in 2009 met The Taking of Pelham 123.
- Jennifer Lopez maakte regelmatig gebruik van lijn 6 naar Manhattan op weg naar haar dansstudio. Haar debuutalbum uit 1999 heet On the 6, als verwijzing naar deze trein.

Van noord naar zuid:
Pelham Bay Park · 
Buhre Avenue · 
Middletown Road · 
Westchester Square-East Tremont Avenue · 
Zerega Avenue · 
Castle Hill Avenue · 
Parkchester · 
St. Lawrence Avenue · 
Morrison Avenue-Soundview · 
Elder Avenue · 
Whitlock Avenue · 
Hunts Point Avenue · 
Longwood Avenue · 
East 149th Street · 
East 143rd Street-St. Mary's Street · 
Cypress Avenue ·
Brook Avenue · 
Third Avenue-138th Street · 
125th Street · 
116th Street · 
110th Street · 
103rd Street · 
96th Street · 
86th Street · 
77th Street · 
68th Street-Hunter College · 
59th Street · 
51st Street · 
Grand Central-42nd Street · 
33rd Street · 
28th Street · 
23rd Street · 
14th Street-Union Square · 
Astor Place · 
Bleecker Street · 
Spring Street · 
Canal Street · 
Brooklyn Bridge-City Hall
 ·  ·  ·  ·  ·  ·  ·  ·  · 